# 塞拉諾鎮
塞拉諾鎮是玻利維亞的城鎮，位於該國南部，由丘基薩卡省負責管轄，距離首府蘇克雷214公里，海拔高度2,122米，每年平均降雨量約640毫米，2010年人口3,751。2019年9月，塞拉諾鎮开始被烧毁。人们向玻利维亚政府寻求帮助，但没有得到帮助。
19°07′S 64°20′W / 19.117°S 64.333°W